# Belleherbe
Belleherbe település Franciaországban, Doubs megyében. Lakosainak száma 626 fő (2022. január 1.). Belleherbe Froidevaux, Pierrefontaine-les-Varans, Provenchère, Surmont, Valoreille, Vaucluse, Vauclusotte, Chamesey, Charmoille, Les Terres-de-Chaux, Cour-Saint-Maurice és Laviron községekkel határos.

## Népesség
A település népességének változása:
| Lakosok száma | 551  | 617  | 629  | 588  | 593  | 604  | 625  | 623  | 622  | 626  |
|               | 1968 | 1982 | 1990 | 2006 | 2013 | 2015 | 2017 | 2019 | 2020 | 2022 |